# قائمة الكويكبات القريبة من الأرض
قائمة الكويكبات القريبة من الأرض هذة قائمة تحتوي على العديد من الكويكبات القريبة من الأرض البارزة مرتبة بحسب متوسط المسافة التي تفصلها عن الشمس
| الأسم                                                              | معدل المسافة من الشمس (وحدة فلكية) | المجموعات |
| ------------------------------------------------------------------ | ---------------------------------- | --- |
| أجرام داخل منطقة تأثير كوكب عطارد                                  |                                    | |
| (لايوجد اكتشافات)                                                  |                                    | |
| أجرام في منطقة تأثير كوكب عطارد                                    |                                    | |
| عطارد                                                              | 0.387 .                            | كوكب |
| أجرام بين عطارد والزهرة                                            |                                    | |
| (164294) 2004 XZ130                                                | 0.62                               | كويكبات آتن، كويكبات أتيرا, كويكب يعبر مدار عطارد، كويكب يعبر مدار الزهرة                                                                            |
| (434326) 2004 JG6                                                  | 0.635                              | كويكبات آتن، كويكبات أتيرا, كويكب يعبر مدار عطارد، كويكب يعبر مدار الزهرة                                                                            |
| (66391) 1999 KW4                                                   | 0.642                              | كويكبات آتن, كويكب يعبر مدار عطارد, كويكب يعبر مدار الزهرة                                                                                           |
| أجرام في منطقة تأثير كوكب الزهرة                                   |                                    | |
| (33342) 1998 WT24                                                  | 0.718                              | كويكبات آتن, كويكب يعبر مدار عطارد, كويكب يعبر مدار الزهرة                                                                                           |
| الزهرة                                                             | 0.723                              | كوكب |
| 2002 VE68                                                          | 0.724                              | كويكبات آتن, كويكب يعبر مدار عطارد, كويكب يعبر مدار الزهرة                                                                                           |
| (99907) 1989 VA                                                    | 0.729                              | كويكبات آتن, كويكب يعبر مدار عطارد, كويكب يعبر مدار الزهرة                                                                                           |
| بين كوكب الزهرة وكوكب الأرض                                        |                                    | |
| أتيرا                                                              | 0.74                               | كويكبات آتن، كويكبات أتيرا, كويكب يعبر مدار الزهرة                                                                                                   |
| (363505) 2003 UC20                                                 | 0.781                              | كويكبات آتن, كويكب يعبر مدار الزهرة، ويعرف أيضا باسم 2003 UC20                                                                                       |
| 2001 BA16                                                          | 0.811                              | كويكبات آتن |
| 2004 FH                                                            | 0.817                              | كويكبات آتن, كويكب يعبر مدار الزهرة |
| 2004 إف يو 162                                                     | 0.826                              | كويكبات آتن, كويكب يعبر مدار الزهرة |
| (137924) 2000 BD19                                                 | 0.876                              | كويكبات آتن, كويكب يعبر مدار عطارد, كويكب يعبر مدار الزهرة، كويكب يعبر مدار المريخ                                                                   |
| 2003 SW130                                                         | 0.885                              | كويكبات آتن, كويكب يعبر مدار الزهرة |
| 2002 EM7                                                           | 0.921                              | كويكبات آتن, كويكب يعبر مدار الزهرة |
| 2004 MN4                                                           | 0.923                              | 99942 أبوفيس |
| 1993 DA                                                            | 0.935                              | كويكبات آتن |
| 2062 آتن                                                           | 0.967                              | كويكبات آتن |
| 3554 أمون                                                          | 0.974                              | كويكبات آتن, كويكب يعبر مدار الزهرة |
| 2000 SG344                                                         | 0.977                              | كويكبات آتن, كويكب أرجونا |
| 2001 FR85                                                          | 0.982                              | كويكبات آتن, كويكب أرجونا |
| في منطقة تأثير الأرض                                               |                                    | |
| 3362 خوفو                                                          | 0.9895                             | كويكبات آتن, كويكب يعبر مدار الزهرة, كويكب يعبر مدار المريخ                                                                                          |
| (209215) 2003 WP25                                                 | 0.9909                             | كويكبات آتن |
| (49040) 1998 RO                                                    | 0.9910                             | كويكبات آتن, كويكب يعبر مدار عطارد, كويكب يعبر مدار الزهرة كويكب يعبر مدار المريخ                                                                    |
| (162015) 1994 TF2                                                  | 0.9931                             | كويكبات آتن |
| 2002 AA29                                                          | 0.9963                             | كويكبات آتن, يشارك الأرض في مدارها |
| 2003 YN107                                                         | 0.9971                             | كويكبات آتن, يشارك الأرض في مدارها |
| كرويثن 3753                                                        | 0.9978                             | كويكبات آتن, كويكب يعبر مدار الزهرة, كويكب يعبر مدار المريخ                                                                                          |
| (85770) 1998 UP1                                                   | 0.9989                             | كويكبات آتن, كويكب يعبر مدار الزهرة |
| الأرض                                                              | 1.0000                             | كوكب |
| (164207) 2004 GU9                                                  | 1.0004                             | كويكبات أبولو, يشارك الأرض في مدارها |
| 54509 يورب                                                         | 1.0012                             | كويكبات أبولو |
| (138852) 2000 WN10                                                 | 1.0017                             | كويكبات أبولو, كويكب يعبر مدار الزهرة |
| 2001 GO2                                                           | 1.00674                            | كويكبات أبولو, يشارك الأرض في مدارها |
| 2001 XX4                                                           | 1.0065                             | كويكبات أبولو, كويكب يعبر مدار الزهرة, كويكب يعبر مدار المريخ                                                                                        |
| قائمة الكواكب الصغيرة: 10001–11000                                 | 1.0068                             | كويكبات أبولو |
| كويكبات بين مناطق النفوذ الأرض والمريخ                             |                                    | |
| 4581 Asclepius                                                     | 1.022                              | كويكبات أبولو, كويكب يعبر مدار الزهرة |
| 1991 في جي                                                         | 1.027                              | كويكبات أبولو, كويكب أرجونا |
| 1999 CG9                                                           | 1.061                              | كويكبات أبولو, كويكب أرجونا |
| 4769 Castalia                                                      | 1.063                              | كويكبات أبولو, كويكب يعبر مدار الزهرة, كويكب يعبر مدار المريخ                                                                                        |
| (444004) 2004 AS1                                                  | 1.070                              | كويكبات أبولو |
| (433953) 1997 XR2                                                  | 1.077                              | كويكبات أبولو |
| 1566 إيكاروس                                                       | 1.078                              | كويكبات أبولو, كويكب يعبر مدار عطارد, كويكب يعبر مدار الزهرة، كويكب يعبر مدار المريخ                                                                 |
| 2063 Bacchus                                                       | 1.078                              | كويكبات أبولو, كويكب يعبر مدار الزهرة |
| (143649) 2003 QQ47                                                 | 1.085                              | كويكبات أبولو |
| 2002 MN                                                            | 1.815                              | كويكبات أبولو, كويكب يعبر مدار المريخ |
| (163132) 2002 CU11                                                 | 1.22                               | كويكبات أبولو, كويكب يعبر مدار المريخ |
| 1998 KY26                                                          | 1.232                              | كويكبات أبولو |
| 2003 XJ7                                                           | 1.243                              | كويكبات أبولو, كويكب يعبر مدار الزهرة, كويكب يعبر مدار المريخ                                                                                        |
| 1620 جيوغرافوس                                                     | 1.245                              | كويكبات أبولو, كويكب يعبر مدار المريخ |
| 3200 فايثون                                                        | 1.271                              | كويكبات أبولو, كويكب يعبر مدار عطارد, كويكب يعبر مدار الزهرة، كويكب يعبر مدار المريخ                                                                 |
| 25143 إيتوكاوا                                                     | 1.324                              | كويكبات أبولو, كويكب يعبر مدار المريخ |
| (185851) 2000 DP107                                                | 1.366                              | كويكبات أبولو, كويكب يعبر مدار المريخ |
| 1685 تورو                                                          | 1.367                              | كويكبات أبولو, كويكب يعبر مدار المريخ |
| (35396) 1997 XF11                                                  | 1.443                              | كويكبات أبولو, كويكب يعبر مدار الزهرة, كويكب يعبر مدار المريخ                                                                                        |
| 433 إروس                                                           | 1.458                              | كويكبات آمور, كويكب يعبر مدار المريخ |
| (137108) 1999 AN10                                                 | 1.459                              | كويكبات أبولو, كويكب يعبر مدار الزهرة, كويكب يعبر مدار المريخ                                                                                        |
| 4660 Nereus                                                        | 1.490                              | كويكبات أبولو, كويكب يعبر مدار المريخ |
| 2003 SQ222                                                         | 1.505                              | كويكبات أبولو, كويكب يعبر مدار الزهرة, كويكب يعبر مدار المريخ                                                                                        |
| أجرام في منطقة نفوذ المريخ                                         |                                    | |
| المريخ                                                             | 1.5236                             | كوكب |
| أجرام بين منطقة نفوذ المريخ وحزام الكويكبات الرئيسي                |                                    | |
| 69230 Hermes                                                       | 1.654                              | كويكبات أبولو, , كويكب يعبر مدار المريخ |
| (29075) 1950 دا                                                    | 1.698                              | كويكبات أبولو, كويكب يعبر مدار المريخ |
| (154276) 2002 SY50                                                 | 1.706                              | كويكبات أبولو, , كويكب يعبر مدار المريخ |
| (89959) 2002 NT7                                                   | 1.735                              | كويكبات أبولو, كويكب يعبر مدار المريخ |
| 1981 ميداس                                                         | 1.776                              | كويكبات أبولو, , كويكب يعبر مدار المريخ |
| 3352 McAuliffe                                                     | 1.879                              | كويكبات آمور, كويكب يعبر مدار المريخ |
| 1866 سيزيفوس                                                       | 1.894                              | كويكبات أبولو, كويكب يعبر مدار المريخ |
| آمور                                                               | 1.920                              | كويكبات آمور, كويكب يعبر مدار المريخ |
| 3908 Nyx                                                           | 1.926                              | كويكبات آمور, كويكب يعبر مدار المريخ |
| 4183 Cuno                                                          | 1.982                              | كويكبات أبولو, , كويكب يعبر مدار المريخ |
| 2002 NY40                                                          | 2.047                              | كويكبات أبولو, , كويكب يعبر مدار المريخ |
| الكويكبات القريبة من الأرض في حزام الكويكبات الرئيسي               |                                    | |
| 2201 Oljato                                                        | 2.172                              | كويكبات أبولو, , كويكب يعبر مدار المريخ |
| 4486 Mithra                                                        | 2.204                              | كويكبات أبولو, كويكب يعبر مدار المريخ |
| 2001 WN15                                                          | 2.275                              | كويكبات أبولو, كويكب يعبر مدار عطارد, , كويكب يعبر مدار المريخ                                                                                       |
| 4197 Morpheus                                                      | 2.300                              | كويكبات أبولو, , كويكب يعبر مدار المريخ |
| (52760) 1998 ML14                                                  | 2.417                              | كويكبات أبولو, كويكب يعبر مدار المريخ |
| (20826) 2000 UV13                                                  | 2.432                              | كويكبات أبولو, كويكب يعبر مدار المريخ |
| 6489 قوليفكا                                                       | 2.497                              | كويكبات أبولو, كويكب يعبر مدار المريخ |
| (399457) 2002 PD43                                                 | 2.516                              | كويكبات أبولو,, , كويكب يعبر مدار المريخ |
| 4179 توتاتيس                                                       | 2.522                              | كويكبات أبولو, كويكب الندا, كويكب يعبر مدار المريخ                                                                                                   |
| 2001 EC                                                            | 2.58                               | كويكبات أبولو, , كويكب يعبر مدار المريخ |
| 719 ألبرت                                                          | 2.634                              | كويكبات آمور, كويكب يعبر مدار المريخ |
| 1036 غانيميد                                                       | 2.661                              | كويكبات آمور, كويكب يعبر مدار المريخ |
| 4015 ولسون-هارنغتون                                                | 2.639                              | كويكبات أبولو، مذنب دوري, كويكب يعبر مدار المريخ |
| (53319) 1999 JM8                                                   | 2.708                              | كويكبات أبولو, كويكب يعبر مدار المريخ |
| (214088) 2004 JN13                                                 | 2.869                              | كويكبات أبولو, كويكب يعبر مدار المريخ، ويعرف أيضا باسم 2004 JN13                                                                                     |
| الكويكبات القريبة من الأرض بين حزام الكويكبات ومنطقة تأثير المشتري |                                    | |
| الكويكبات القريبة من الأرض بين كوكبي المشتري وزحل                  |                                    | |
| الكويكبات القريبة من الأرض بين زحل وأورانوس                        |                                    | |
| 1999 XS35                                                          | 17.915                             | كويكبات أبولو، كويكب داموكلودي, كويكب يعبر مدار المريخ, كويكب يعبر مدار المشتري، كويكب يعبر مدار زحل, كويكب يعبر مدار أورانوس، كويكب يعبر مدار نبتون |
| الكويكبات القريبة من الأرض بين أورانوس ونبتون                      |                                    | |